# Dalerschans

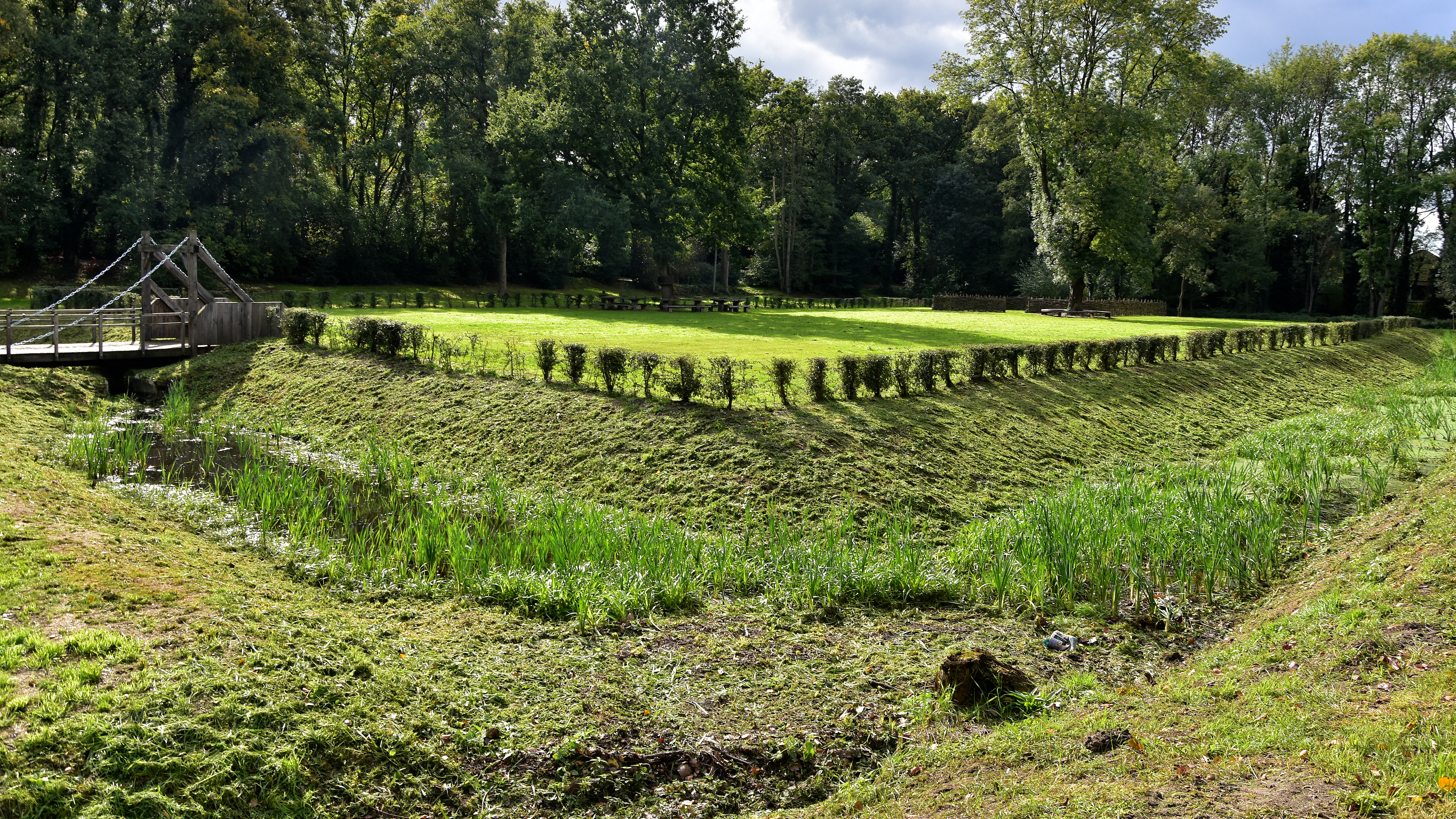
Dalerschans

De Dalerschans of Schans in de Daal is een schans aan de Dalerstraat te Zutendaal, een honderdtal meter ten zuidwesten van de Dorper Bemd.
De schans werd gebouwd in 1641 en raakte in de loop der eeuwen in verval, totdat er op het maaiveld niets meer van te vinden was.

In 2013 werden boringen verricht, die de resten van de schans aantoonden. Vervolgens werd de schans, een omgracht eilandje, weer gereconstrueerd.

Archeologisch onderzoek bracht de nog redelijk intacte resten aan het licht van een 17e-eeuwse houten ophaalbrug. Aan de achterzijde werd een vlonder gevonden, waarlangs de bewoners dieper het moeras konden invluchten voor het geval de troepen toch op het eiland terechtkwamen.
De gereconstrueerde schans doet tegenwoordig dienst als recreatieparkje.

## Galerij

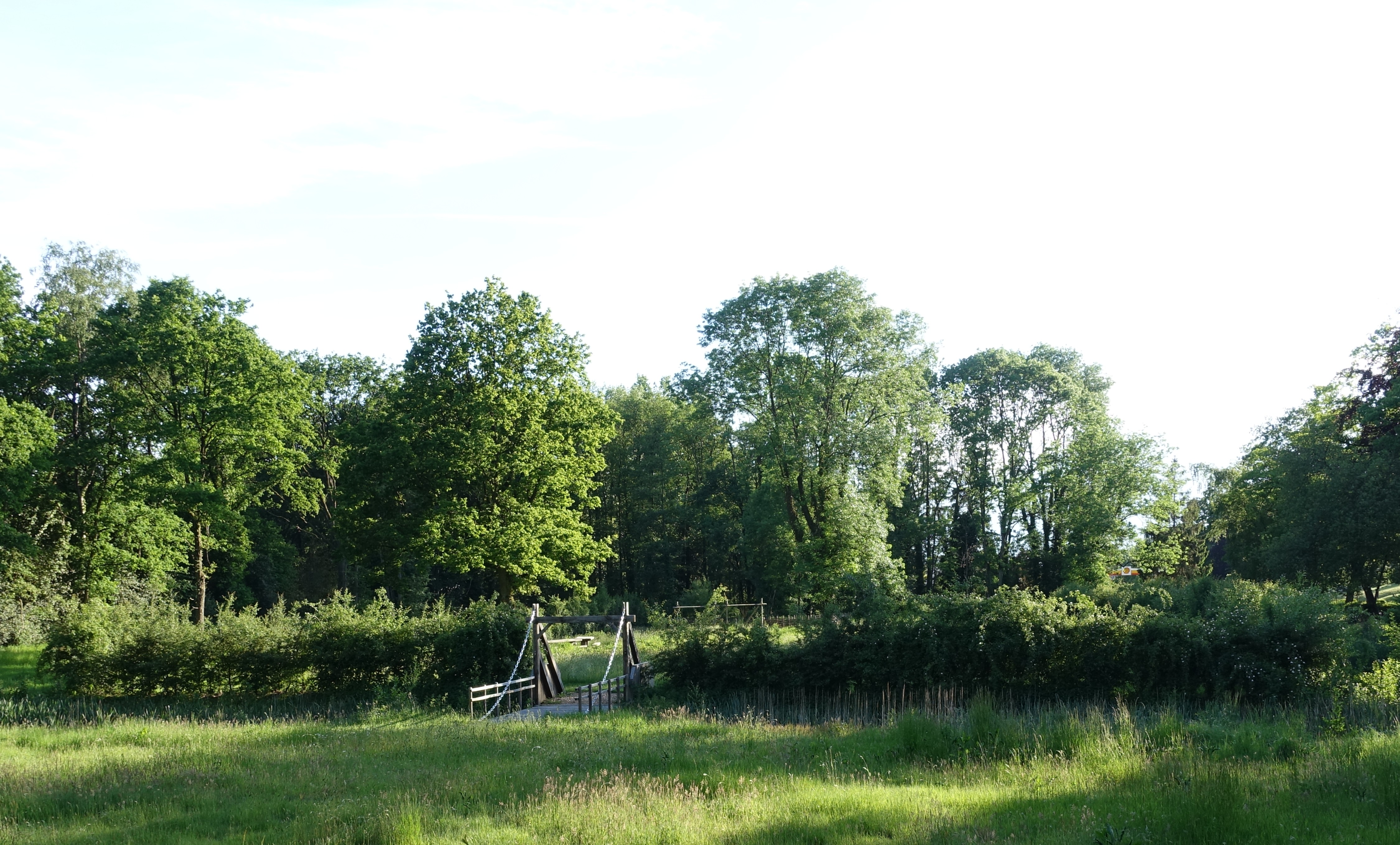
Dalerschans
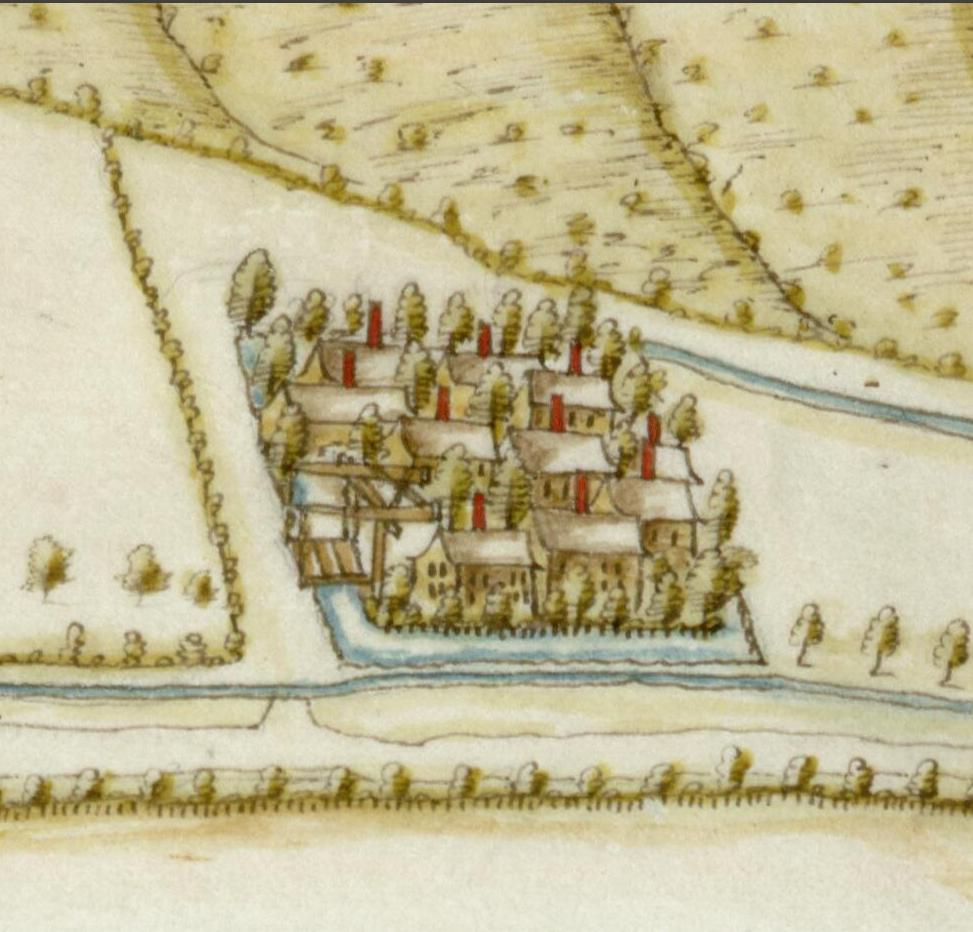
Dalerschans op 17e-eeuwse kaart